# 二元期權
二元期權（英語：Binary option）是一種衍生性投資工具，屬於奇異期權。它分為看漲或看跌期權兩類，而回報率與交易時間在交易開始時就告確定。
二元期權是投機一定交易時間後，標的資產的價格與執行價格的變化，分為看漲（Call）或者看跌（Put）期權。到期時只有兩種可能結果：價內、價外。根據一種標的（股價、匯率或商品價格或股市指數）在到期時的走向與預測是否符合來決定是否獲利，當正確地預測一個指定的時間內標的資產價格或指數的方向時，就是價內，可以得到確定的收益，反之則為價外，原投資金額將全部歸零。結果只可能是全取或全無（all or nothing），與賭博十分相似，歐洲證券及市場管理局因此禁止零售投資者參與二元期權交易。
要交易二元期權，必須到經紀商（Broker）開立帳戶，存入一定的金額，才能開始交易。為防止洗錢與詐騙，所有經紀商都會要求在請求提領金額時須提交身分證明、地址證明，付款工具（信用卡正反面圖案）等。

## 历史
在二元交易的初期，只有富商和大银行能接触到它。 直到2008年，美国证券和交易委员会才允许二元期权交易。
在美國上市的二元期权只會以$0或$100結算。舉例來說，二元期权可以是黃金在某日是否高於1500美元。若在到期日，金價高於$1500，則二元期權以價內結算，持有人可獲取固定收益$100。若屬於價外，則持有人獲取$0。與普通期權不同，長倉（及短倉）投機者的最大收入（及損失）均固定為100美元，不受相關資產與行使價的價差影響。

## 各地監管

### 美國
二元期權於2008年在美國芝加哥期貨交易所(CBOE)正式掛牌交易，具有高獲利、高風險的特性，標的資產可以是外匯匯率、股票、商品價格及指數等。聯邦貿易局表示，面對「二元期權」投資利潤的誘惑，如果消費者對此概念並不熟悉，最好還是緊緊護住自己的錢袋。交易通常通過網絡或手機應用交易平台進行。

### 歐洲聯盟
2018年3月，歐洲證券及市場管理局禁止金融機構為零售投資者提供二元期權交易服務。理由是該金融產品過於複雜，欠缺透明度，預期回報是負數，且金融機構與客戶出現利益衝突。